# Никола Мирковић (фудбалер)
Никола Мирковић (Смедерево, 26. јула 1991) српски је фудбалски голман који тренутно наступа за Чукарички.

## Трофеји и награде
Сендерјиске
- Куп Данске [] : 2020. [][5]